# Райф, Оскар
Оскар Райф (нем. Oskar Raif; 31 июля 1847, Зволле — 29 июля 1899, Берлин) — немецкий музыкальный педагог и композитор.

## Биография
Получил первоначальное музыкальное образование как пианист у своего отца Карла Райфа, с 1867 г. учился в Берлине у Карла Таузига. С 1875 г. преподавал в Берлинской Высшей школе музыки, с 1890 г. профессор. Среди учеников Райфа, в частности, Хуго Каун и Фриц Масбах. Значительную часть воспитанников Райфа в поздние годы составляли американские студенты.
Важное значение имела опубликованная посмертно, в 1900 г., небольшая статья Райфа «О беглости пальцев при фортепианной игре» (нем. Über Fingerfertigkeit beim Clavierspiel), в которой на основе его собственных экспериментов ставились принципиальные вопросы психофизиологической основы пианизма.
Среди сочинений Райфа, получивших одобрение Иоганнеса Брамса, — фортепианный концерт, скрипичная соната, песни.